# 홍의선
홍의선(洪儀線)은 조선민주주의인민공화국 라선시 선봉구역 홍의역과 두만강역을 잇는 철도 노선이다.

## 연혁
- 1940년대 말기 건설

## 역 목록
- 두만강역
- 적지역
- 홍의역